# Corominons de la Barroca
Corominons de la Barroca és una casa amb elements gòtics i barrocs de Tona (Osona) inclosa a l'Inventari del Patrimoni Arquitectònic de Catalunya.

## Descripció
Portal semicircular, adovellat, amb un carreu gran a la imposta, un de vertical i d'una sola peça són els brancals i amb marxapeu. És l'únic element que es conserva de la masia original, però constitueix un dels portals d'un estil més pur de Tona.

## Història
Corominons de la Barroca està situada en la zona de la Barroca, on vivien els "barrocans", grup de cases senyorials que caracteritzen un ampli sector de poblament rural de Tona, des de l'època medieval.